# Elizalde Type 20
Der Elizalde Type 20 ist ein spanisches Pkw-Modell. Die Elizalde S. A. war ein 1908 gegründetes Unternehmen zur Herstellung von Kraftfahrzeugen in Barcelona, Paseo de San Juan Nr. 149. Gründer und erster Inhaber war Arturo Elizalde Rouvier. Das Unternehmen nahm mit seinen Fahrzeugen an zahlreichen Rennveranstaltungen teil und erzielte viele Siege. Von 1908 bis 1915 wurden nur Wettbewerbs- und Sportfahrzeuge vorwiegend als Einzelstücke gefertigt. Der erste Prototyp eines Tourenwagens (Typ 11) mit dem Namen „Biada und Elizalde“ wurde 1913 vorgestellt. Am 16. April 1914 wurde der Typ 11 fahrfähig fertiggestellt und erreichte auf einer der ersten Fahrten bereits ein Tempo von 100 km/h. Am 28. April 1915 testete S.M. König D. Alfonso XIII. ein Auto vom Typ 20 auf der Strecke von Madrid nach Navacerrada. Kurz darauf bestellte der Monarch ein Cabriolet „Elizalde“ Typ 20 für seine persönliche Nutzung. Mit dieser Bestellung war der Start für eine Kleinserienproduktion und weitere Fahrzeugtypen gelegt worden. Erst 1914 hatte die Konstruktion von Tourenwagen begonnen, die in geringen Stückzahlen einem Kennerkreis angeboten werden sollten. Der erste Type 20 wurde 1914 vorgestellt, gefolgt vom Type 26 im Jahr 1919. 

## Beschreibung
Der Elizalde Type 20 wurde ab 1914 gebaut. Vom Typ 20 gab es noch die Ausführung als Typ 20 B mit extrem luxuriöser Ausstattung, den auch der König als Cabriolet erhielt, sowie den Typ 20 C mit verkürztem Radstand. Bei den Aufbauten gab es eine große Auswahl als viersitzigen Torpedo, als Limousine, als Limousine mit demontierbarem Aufbau, als Limousine mit Fahrerplatz im Freien sowie als Cabriolet. Ein „Skiff“ mit flachem Aufbau ohne Windschutzscheibe war ebenfalls lieferbar. Vom Typ 20 wurde mit neuer Typennummer Super 20 ein sportlicher Wagen mit vergrößertem Motor herausgebracht. Als Vorgänger kann der Elizalde Type 11 angesehen werden und der Elizalde Type 26 als Nachfolger.
Der Wagen hatte einen vorn im Fahrgestell eingebauten wassergekühlten Vierzylindermotor, der über eine Kardanwelle die Hinterräder antrieb. 75 mm Bohrung und 130 mm Hub ergaben 2297 cm³ Hubraum. Der Motor hatte die Bezeichnung 15/20 HP und leistete 35 PS (26 kW) bei 2200/min. Er war als Monoblockmotor konstruiert. Das Getriebe hatte vier Gänge. Der Benzintank fasste 35 Liter. Die Höchstgeschwindigkeit betrug 90 km/h. Der Radstand betrug 3187 mm und die Spurweite 1400 mm. Die Bereifung hatte einen Durchmesser von 815 mm bei einer Breite von 105 mm. Der Verkaufspreis lag bei 15.000 Peseten in Spanien. (Gültig für Mai 1917) Im August 1918  lag der Preis bereits bei 19.000 Peseten.
Folgende Fahrzeuge wurden laut Elizalde Verkaufsprospekt von 1914 bis 1917 hergestellt:
- Erprobungsfahrzeug von 1914 (Seite 4)
- Fahrzeug mit dem König D. Alfonso XIII eine Testfahrt unternommen hatte. Besitzer: Luis de los Rios; von 1915 (Seite 5)
- Fahrzeug mit Rennnummer 30; Juli 1916 (Seite 7)
- Fahrzeug vom König erworben; November 1916 (Seite 6)
- Fahrzeug von Adolfo Sanchez (Seite 10)
- Fahrzeug von Jose Ferre Xiro (Seite 11)
- Fahrzeug von Carlos Llusa (Seite 12)
- Fahrzeug von Ramon Pujadas (Seite 13)
- Fahrzeug von Doktor Avelino Martin (Seite 14)
- Fahrzeug von Pedro Singla (Seite 15)
- Fahrzeug von Signora Vda. De Llusa (Seite 16)
- Fahrzeug von Doktor Jose Turell (Seite 17)
- Fahrzeug von Signora Hijos de Jose Preckler (Seite 18)
- Fahrzeug von Doktor D. A. Lloret (Seite 19)
- Fahrzeug von Álvaro Urena (Seite 20)
- Fahrzeug noch in Produktion; Chassis fertiggestellt (Seite 21)

Von 1914 bis Mai 1917 wurden 16 Fahrzeuge hergestellt. Die Produktion wurde noch bis etwa 1919 fortgesetzt, ehe der Typ 26 das Modell ablöste.

## Produktionszahlen
Nur sehr wenige Fahrzeuge wurden hergestellt; Produktionszahlen sind nicht bekannt.